# Rabbi Matondo
Rabbi Matondo (Liverpool, 9 september 2000) is een in Engeland geboren Welsh voetballer van Congolese afkomst, die uitkomt als vleugelaanvaller. In januari 2019 werd hij door FC Schalke 04 overgenomen uit de jeugdopleiding van Manchester City. In het seizoen 2021/22 speelt hij op huurbasis bij Cercle Brugge. Matondo debuteerde in 2018 in het Welsh voetbalelftal.

## Clubcarrière
Matondo voetbalde tot 2016 voor de jeugd van Cardiff City en werd vervolgens overgenomen door de jeugdacademie van Manchester City. Op 30 januari 2019 tekende Matondo een contract voor 4,5 seizoenen bij FC Schalke 04. Er was sprake van een transfersom die tussen de negen en de tien miljoen euro zou liggen.

## Clubstatistieken
| Seizoen     | Club            | Competitie           | Competitie | Competitie | Competitie | Beker | Beker | Beker | Internationaal | Internationaal | Internationaal | Totaal | Totaal | Totaal |
| Seizoen     | Club            | Competitie           | Wed.       | Dlp.       | Ass.       | Wed.  | Dlp.  | Ass.  | Wed.           | Dlp.           | Ass.           | Wed.   | Dlp.   | Ass.   |
| ----------- | --------------- | -------------------- | ---------- | ---------- | ---------- | ----- | ----- | ----- | -------------- | -------------- | -------------- | ------ | ------ | ------ |
| 2018/19     | FC Schalke 04   | Bundesliga           | 7          | 0          | 0          | 1     | 0     | 0     | 0              | 0              | 0              | 8      | 0      | 0      |
| 2019/20     | FC Schalke 04   | Bundesliga           | 20         | 2          | 0          | 1     | 0     | 0     | —              | —              | —              | 21     | 2      | 0      |
| 2020/21     | FC Schalke 04   | Bundesliga           | 3          | 0          | 0          | 0     | 0     | 0     | —              | —              | —              | 3      | 0      | 0      |
| Club Totaal | Club Totaal     | Club Totaal          | 30         | 2          | 0          | 2     | 0     | 0     | 0              | 0              | 0              | 32     | 2      | 0      |
| 2020/21     | → Stoke City    | Championship         | 10         | 1          | 0          | 1     | 0     | 0     | —              | —              | —              | 11     | 1      | 0      |
| Club Totaal | Club Totaal     | Club Totaal          | 10         | 1          | 0          | 1     | 0     | 0     | 0              | 0              | 0              | 11     | 1      | 0      |
| 2021/22     | → Cercle Brugge | Jupiler Pro League   | 26         | 9          | 2          | 1     | 1     | 0     | —              | —              | —              | 27     | 10     | 2      |
| Club Totaal | Club Totaal     | Club Totaal          | 26         | 9          | 2          | 1     | 1     | 0     | 0              | 0              | 0              | 27     | 10     | 2      |
| 2022/23     | Rangers FC      | Scottish Premiership | 15         | 0          | 4          | 2     | 0     | 0     | 7              | 0              | 1              | 24     | 0      | 5      |
| Club Totaal | Club Totaal     | Club Totaal          | 15         | 0          | 4          | 2     | 0     | 0     | 7              | 0              | 1              | 24     | 0      | 5      |
| TOTAAL      | TOTAAL          | TOTAAL               | 81         | 12         | 6          | 6     | 1     | 0     | 7              | 0              | 1              | 94     | 13     | 7      |

## Interlandcarrière
Matondo doorliep verschillende nationale jeugdteams. Op 20 november 2018 maakte Matondo zijn debuut voor het nationaal elftal. Tijdens de oefenwedstrijd tegen Albanië mocht Matondo van bondscoach Ryan Giggs twaalf minuten voor tijd invallen in de plaats van Sam Vokes. De wedstrijd werd uiteindelijk met 1–0 verloren.